# Толпекін Георгій Володимирович
Георгій Володимирович Толпекін (18 ллютого 1922, Київ — 1990) — український радянський живописець, член Спілки радянських художників України.

## Біографія
Народився 18 листопада 1922 року в місті Києві (нині Україна). У Червоній армії з липня 1941 року. Брав участь у німецько-радянській війні. Воював у артилерійських підрозділах, мав військове звання лейтенанта. Нагороджений орденом Вітчизняної війни II ступеня (6 квітня 1985).

Могила Георгія Толпекіна.

У 1952 році закінчив Київський художній інститут, де навчався у Карпа Трохименка. Мешкав у Києві в будинку на вулиці Пушкінській, № 20, квартира № 45. Помер у 1990 році. Похований в Києві на Байковому кладовищі (ділянка № 32).

## Творчість
Працював в галузі станкового живопису. Серед робіт:
- «Олексій Горький та Михайло Коцюбинський на Капрі» (1952);
- «Дорога у колгосп» (1952);
- «Українська весна» (1958);
- «Ранок на Дніпрі» (1959);
- «Рік 1943. Шлях до Ленінграда» (1964);
- «Вартові кордонів» (1967);
- «Карпати» (1970);
- «Весна» (1971);
- «Троянди» (1976);
- «Квіти і фрукти» (1978);
- «Зима» (1985).

Брав участь у республіканських виставках з 1949 року, всесоюзних — з 1958 року, зокрема:
- Республіканська художня виставка, присвячена 40-річчю ВЛКСМ, (1958, Центральний виставковий павільйон, Київ);
- Всесоюзна художня виставка «40 років ВЛКСМ», (1958, Центральний виставковий зал, Москва).

Картини зберігаються в Чернігівському обласному художньому музеї, в інших музейних, галерейних і приватних колекціях в Україні та за її межами.